# Synojki
Synojki (synoekete) – symbionty traktowane obojętnie przez kolonię gospodarzy.